# تشارلز إم. كوكي جونيور
تشارلز إم. كوكي جونيور (بالإنجليزية: Charles M. Cooke, Jr.)‏ هو ضابط أمريكي، ولد في 19 ديسمبر 1886 في فورت سميث في الولايات المتحدة، وتوفي في 24 ديسمبر 1970 في مقاطعة سونوما في الولايات المتحدة.